# Cryptoerithus occultus
Cryptoerithus occultus är en spindelart som beskrevs av William Joseph Rainbow 1915. Cryptoerithus occultus ingår i släktet Cryptoerithus och familjen Prodidomidae. Inga underarter finns listade i Catalogue of Life.